# Hedda (película)
Hedda es una adaptación cinematográfica de la obra de teatro de Henrik Ibsen Hedda Gabler protagonizada por Peter Eyre, Glenda Jackson y Patrick Stewart, y dirigida en 1975 por Trevor Nunn.
Fue la primera de las adaptaciones en inglés de dicha obra de Ibsen concebida para que se proyectara en cines, si bien ya se habían hecho otras para la televisión.
Glenda Jackson fue propuesta para el Oscar a la mejor actriz por su trabajo en esta película, que se proyectó también en la edición de 1976 del Festival de Cannes pero no entró en competición.

## Reparto
- Glenda Jackson - Hedda Gabler
- Peter Eyre - Jørgen Tesman
- Timothy West - Judge Brack
- Jennie Linden - Thea Elvsted
- Patrick Stewart - Ejlert Løvborg
- Constance Chapman - Juliane Tesman (tía Julie)
- Pam St. Clement - Berthe